# Трендвотчінг

## Передумови виникнення трендвотчінгу
У сучасному суспільстві для того, щоб зробити правильний прогноз майбутніх змін означає правильно визначити стратегію, яка буде гарантом перемоги в конкурентній боротьбі, а для цього необхідно визначити останні тренди та тенденції. Це здійснюється за допомогою трендвотчінгового аналізу. Трендвотчінг являє собою діяльність, що спрямована на спостереження за новими тенденціями. На сьогоднішній день можна виділити основні складові трендвотчінгового аналізу, кожен із яких має свою класифікацію, до них слід віднести: появу нових тенденцій в суспільстві, прояв тенденцій у трендсеттерів, кулхантинський збір елементів інформації — тенденцій, трендвотчінгове дослідження. Дані елементи реалізуються у трендвотчінговому аналізі за певними методами.
З огляду на вищевикладене невірешеним залишається питання розробки дієвої методології проведення трендвотчінгового аналізу як системи впровадження поетапних та розгалужених елементів комплексу ефективних заходів перспективного дослідження стратегічних напрямків розвитку в маркетингу.

При розв’язанні проблем формування стратегічних напрямків розвитку в маркетингу постає мета удосконалення теоретичних основ і розробка пропозицій щодо встановлення трендвотчінгу як ефективного інструменту та методологічного підходу визначення стратегічних напрямків розвитку в будь-якій діяльності суспільства. Досягнення поставленої мети зумовило вирішення наступних завдань: дослідити рівень наукового розвитку напрямку трендвотчінгу; розглянути основні поняття, що використовуються в процесі встановлення стратегічних маркетингових цілей; вивчити основні методи трендвотчінгового аналізу.

У процесі управління будь-яким об’єктом прийнято посилатися на «невизначеність майбутнього», «неминучість змін», «можливі форс-мажорні обставини». Ці словосполучення існують для виправдання стратегічних помилок.В останні роки широкого розповсюдження в сфері визначення трендів набуває такий напрямок як трендвотчінг.

## Основоположники трендвотчінгу
Основоположниками напрямку трендвотчінгу є Е. Роджерс та Ф. Басс. Також даний інструмент стратегічного напрямку розвитку в маркетингу у своїх працях розглядали вітчизняні та зарубіжні науковці та практики: Голубков Е. П., Зайдлін Б., Смірнов Ю., Бутенко О., Дж. Нейсбіт, Г. Тард, Б. Райан, Н.Гросс, Дж. Гатч, М. Хенні, Р. Еверс.

## Основні поняття трендвотчінгового аналізу
Тенденція і тенденційність (від лат. tendo — направляю, прагну) — можливість тих чи інших подій розвиватися в даному напрямку. Тренд (від англ. Trend — тенденція) — загальна тенденція при різнонаправленому русі, визначена загальною спрямованістю змін показників часового ряду.

Тренд в маркетингу — це перспективний напрямок розвитку потреб і запитів споживачів; тенденція до зміни в майбутньому.

Трендвотчінг — (від англ. trend  — тенденція, англ. watching — спостереження) означає діяльність, що спрямована на спостереження за новими тенденціями. Цей термін, як правило, використовується для позначення діяльності вузькопрофільних відділів маркетингових компаній або самостійних трендвотчінгових агентств, які займаються постійним моніторингом нових трендів і прогнозуванням їх затребуваності й успішності в кінцевого споживача в майбутньому.

Трендхантинг (кулхантинг) — (від англ. trend  — тенденція; англ. cool — чудовий, крутий; англ. hunting — полювання) означає «полювання за тенденціями», «полювання за крутим». Термін передбачає збір інформації в середовищі потенційних споживачів і розглядається як один з інструментів трендвотчінгу. Це спостереження за новими трендами, що зароджуються в суспільстві.

Трендсеттінг — (від англ. trend — тенденція, англ. to set — призначати, установлювати, визначати) — створення моди для заохочення споживання товарів та певних брендів, заохочення готовності наслідувати приклад інших людей — законодавців моди; часто стосується одягу, гаджетів, способу життя тощо.

## Деталізація видів трендвотчінгу
З розвитком історії трендсеттінг формувався як спостереження за групами споживачів, які швидше за інші сприймають нововведення. Поряд із поняття трендсеттінг з’явилося поняття «мегатренд». Його визначив Нейсбіт Джон як «основний напрямок руху, який визначає вигляд та сутність суспільства, що змінюється». Уперше про трендхантинг широко заговорили на Заході в середині 1990- х. 
Інформація, доступна в трендовом звіті, може бути використана як основа для створення нових концепцій, нових продуктів і послуг. Тому насправді будь-який фахівець у будь-якій області, що бажає створити щось нове й актуальне, не повинен зневажати трендами. Трендвотчинг у першу чергу необхідний при створенні нових брендів.

Кругообіг трендів у природі великий і являє собою складну систему. Індустрія (моди, реклами, книжок, кіно тощо) випускає новий продукт, який у першу чергу підхоплюють трендсеттери, як сама сприйнятлива до всього нового ланка, і на основі обраної тенденції заохочують частину суспільства до нового напрямку. З часом поширення тенденції в суспільстві вона перетворюється в тренд, моду.
В більшості випадків це має креативний характер та передбачає нестандартний підхід. Але в той же час можна виділити основні складові трендвотчінгового аналізу, до них слід віднести: поява нових тенденцій в суспільстві, прояв тенденцій у трендсеттерів; кулхантинський збір елементів інформації — тенденцій; трендвотчінгове дослідження. Прояв тенденцій у трендсеттерами може мати певні види, а саме: первинний прояв; вториний прояв: повне наслідування та чатскове наслідування.

Кулхантинський збір елементів інформації — тенденцій в залежності від форми збору інформації має наступні види: класичний кулхантинг; придворний кулхантинг; кулхантинг у відкритих ресурсах; робота з фокус — групами; прихований кулхантинг; он-лайновий кулхантинг; анти-кулхантинг.

Наступним і основним елементом тредвотчінгу є безпосереднє трендвотчінгове дослідження. Зупинимось на ньому детальніше. Трендвотчінгове дослідження включає в себе виконання наступних кроків: отримання інформації; відбір та ранжирування тенденцій; безпосередня обробка даних, виявлення трендів; рекомендації та(або) передача інформації представникам індустрії. Весь цей процес може реалізуватися на практиці двома методами: методом послідовного (класичного) відбору тенденцій та розгалуженим методом. 
Аналізуючи етап трендвотчінгового аналізу — безпосереднє трендвотчінгове дослідження, слід зауважити, на сьогоднішній цей етап найменш розвинутий та розроблений, адже спеціалісти по трендвотчінгу передають представникам галузей інформацію, яка несе в собі чітко виділених рекомендацій та нових ідей, а лише дикларують новітні тренди. Цю інформацію найчастіше оброблюють вже маркетологи, які на основі цього створюють інновації та (або) маркетингові програми з урахуванням концепції «маркетинг-мікс». Тут доцільно поєднувати останній етап трендвотчінгового аналізу та перший етап створення інновацій. Саме тут найпродуктивнішим є використання трендвотчерами методів генерації ідей основного інформаційного масиву(ОІМ) та для нестандартного процесу аналізу новітніх тенденцій більш всього підходить креативна техніка генерації ідей.